# Rhinella humboldti
Rhinella humboldti es una especie de anfibio de la familia de sapos Bufonidae.
Se encuentra en Colombia, la isla Trinidad, Venezuela y las Guayanas.
Su hábitat natural incluye bosques secos tropicales o subtropicales, sabanas secas y húmedas, zonas de arbustos tropicales o subtropicales y secos, marismas de agua dulce, tierra arable, zonas de pastos, jardines rurales, zonas previamente boscosas ahora muy degradadas, canales y diques.